# Даница Обренић
Даница Обренић (Младеновац, 21. октобар 1920 — Београд, 30. октобар 2004) је била српска певачица Радио Београда, за репертоар песама Јужне Србије, Македоније и староградских.

## Биографија
Рођена је у Младеновцу, од оца Милоша Јовановића, железничара пореклом из Ниша, и мајке Драгиње рођене Ђорђевић, домаћице из Младеновца. Основну школу је завршила у Младеновцу, а шест разреда гимназије у Смедеревској Паланци, где се породица преселила због очевог посла. Непосредно пред Други светски рат, преселили су се у Београд. За време рата, похађала је музичку школу „Станковић“ на одсеку за соло певање у класи Жарка Цвејића (1907—1994), на завршном испиту је певала једну од арија из опере Риголето.
Примљена је 1948. у Хор Радио Београда као солиста, у стални радни однос као воклани солиста прешла је 1955. са још четверо певача: Анђелијом Милић, Зорком Буташ, Радмилом Димић и Љубивојем Видосављевићем. Били су то први певачи стално запослени у Радио Београду.
Певала је јужносрбијанске (врањанске) и македонске песме, као и староградске. У фонотеци Радио Београда чувају се 133 њена снимка за 111 песама, а неке су снимане више пута. Први снимак је за песму „Да знајеш, мори моме“, уз Народни оркестар радио Београда, под управом Властимира Павловића Царевца, а последњи „Седела Магда на чардаку“, из новембра 1974, уз Народни оркестар радио Београда под управом Миодрага Јашаревића.
Снимила је преко 40 заједничких плоча са изворним народним и староградским песмама. Снимила је и једну самосталну лонг-плеј плочу 1976. године, у издању ПГП РТС.
Неке од награда које је освојила су: 1. награда Стучног жирија на „Београдском пролећу 1969“ у оквиру Вечери староградских песама, 1. награда Стручног жирија на 10. „Београдском сабору 1972“, Златни микрофон Радио Београда, Естрадна награда Србије, Плакета града Београда, Орден рада са сребрним венцем и „Витез народне песме“ кога јој је доделило Удружење старих Чукаричана из Београда 24. маја 2001. године.
Неке од познатијих песама које је изводила су: „Магла паднала в долина“, „Ластавице, ласто“, „Где си душо, где си рано“, „Мој дилбере, куд се шећеш“ (коју је прва снимила) и друге. Појављивала се у филму Чудотворни мач (1950) као певачица, као и у ТВ серијама „Село без сељака“ (1970) и „Силуете“ (1984).
Удала се 1949. за Војислава Обренића (умро 1966), професора у Економској школи у Београду. Имали су ћерку Драгану која живи у Лондону.
Последње године живота је провела у бежанијском Старачком дому (Геронтолошки центар „Бежанијска коса“), где је и умрла 30. октобра 2004. године. Сахрањена је 4. новембра на Новом гробљу у Београду, опроштајни говор је одржао Радослав Граић.

## Фестивали
- 1972. Београдски сабор - Мала звезда, прва награда стручног жирија